# 七條祐樹
七條 祐樹（しちじょう ゆうき、1984年7月10日 - ）は、宮崎県東臼杵郡北浦町（現：延岡市）出身の元プロ野球選手（投手）。

## 経歴

### プロ入り前
小学3年生から野球を始めた。宮崎県立延岡工業高等学校への進学後は、3年生第74回選抜高等学校野球大会に出場した。
高校在籍時からもプロの複数の球団が調査に動いたが、卒業後は日産自動車九州に入社。着実な成長を見せ、2006年にはJR九州の補強選手として第77回都市対抗野球に出場（登板機会はなし）、アマ日本代表候補にも選出されたが同年に肘を故障して登板機会が激減、さらに2009年に同チームの休部に伴い、同僚の星野雄大・原口翔と共に伯和ビクトリーズへ移籍。
2010年は怪我の回復もあって復活。エースとして活躍し、チームの第81回都市対抗野球出場・大会初勝利に貢献した。
2010年10月28日、プロ野球ドラフト会議にて東京ヤクルトスワローズから2位指名を受けた。

### プロ入り後
2011年は、6月28日の対読売ジャイアンツ戦（郡山）で一軍初登板初先発を果たし、7回を1失点、無四球に抑える好投で勝利投手となった。新人で対巨人戦に初登板初勝利は、チーム史上初の記録であった。その後、8月10日の広島東洋カープ戦まで球団新人の新記録である先発初登板からの4連勝を飾っている。12月9日に、都内の病院にて左膝軟骨損傷に対する関節鏡手術を行った。
2012年は、6試合に先発し2勝3敗だった。
2013年は、リリーフとして30試合に登板し、7月7日の中日ドラゴンズ戦でプロ初セーブを挙げた。
2014年は、開幕を二軍で迎え、5月に一軍に昇格したもののリリーフで結果を残せず2試合で二軍落ち。9月に再昇格し、9月5日の巨人戦に先発し、9回を1失点でプロ入り後初の完投勝利を挙げた。その試合のヒーローインタビューでは「先発出来ることが自分にとって光栄だったので、一球一球…」と言葉を発した後に声をつまらせ号泣し、その後もインタビューの受け答えが出来なかった。オフに100万円ダウンの1600万円で契約を更改した。本来の査定では150万円ダウンの1550万円の予定であったが、前述のインタビューによる『感動手当』として50万円の増額となった。
2015年には、プロ入り後初めて、一軍公式戦への登板機会がなかった。イースタン・リーグ公式戦では、34試合の登板で、0勝1敗0セーブ、防御率4.41でシーズンを終了。10月2日に球団から戦力外通告を受けたことを機に、現役を引退。

### 引退後
2015年11月2日に、打撃投手としてヤクルトと契約。

## 選手としての特徴・人物
スリークォーターから投げ込む最速149km/hの直球が持ち味。変化球はスライダー、シュート、ツーシーム、チェンジアップなどを投げる。
愛称は、漫画「天才バカボン」に登場するキャラクターに風貌が似ていることで社会人時代の先輩に名付けられた「バカボン」。または、ハンカチ王子こと斎藤佑樹と同じ名前であることに対抗した「チリ紙王子」。
ロンドン五輪競泳200メートルバタフライで銅メダル、400メートルメドレーリレーで銀メダルなどを獲得した松田丈志は地元の同級生であり、親交がある。

## 詳細情報

### 年度別投手成績
| 年 度     | 球 団     | 登 板 | 先 発 | 完 投 | 完 封 | 無 四 球 | 勝 利 | 敗 戦 | セ 丨 ブ | ホ 丨 ル ド | 勝 率 | 打 者 | 投 球 回 | 被 安 打 | 被 本 塁 打 | 与 四 球 | 敬 遠 | 与 死 球 | 奪 三 振 | 暴 投 | ボ 丨 ク | 失 点 | 自 責 点 | 防 御 率 | W H I P |
| --------- | --------- | ----- | ----- | ----- | ----- | -------- | ----- | ----- | -------- | ----------- | ----- | ----- | -------- | -------- | ----------- | -------- | ----- | -------- | -------- | ----- | -------- | ----- | -------- | -------- | ------- |
| 2011      | ヤクルト  | 10    | 10    | 0     | 0     | 0        | 4     | 0     | 0        | 0           | 1.000 | 203   | 46.1     | 53       | 4           | 15       | 0     | 1        | 36       | 0     | 0        | 28    | 27       | 5.24     | 1.47    |
| 2012      | ヤクルト  | 6     | 6     | 0     | 0     | 0        | 2     | 3     | 0        | 0           | .400  | 131   | 30.0     | 30       | 3           | 12       | 0     | 2        | 12       | 0     | 0        | 15    | 14       | 4.20     | 1.40    |
| 2013      | ヤクルト  | 30    | 0     | 0     | 0     | 0        | 0     | 1     | 1        | 2           | .000  | 149   | 35.2     | 34       | 6           | 10       | 0     | 1        | 30       | 1     | 0        | 16    | 16       | 4.04     | 1.24    |
| 2014      | ヤクルト  | 10    | 2     | 1     | 0     | 0        | 2     | 1     | 0        | 0           | .667  | 117   | 27.1     | 27       | 3           | 11       | 0     | 0        | 15       | 0     | 0        | 13    | 13       | 4.28     | 1.39    |
| 通算：4年 | 通算：4年 | 56    | 18    | 1     | 0     | 0        | 8     | 5     | 1        | 2           | .615  | 600   | 139.1    | 144      | 16          | 48       | 0     | 4        | 93       | 1     | 0        | 72    | 70       | 4.52     | 1.38    |

### 年度別守備成績
| 年 度 | 球 団    | 投手  | 投手  | 投手  | 投手  | 投手  | 投手     |
| 年 度 | 球 団    | 試 合 | 刺 殺 | 補 殺 | 失 策 | 併 殺 | 守 備 率 |
| ----- | -------- | ----- | ----- | ----- | ----- | ----- | -------- |
| 2011  | ヤクルト | 10    | 4     | 8     | 0     | 1     | 1.000    |
| 2012  | ヤクルト | 6     | 0     | 5     | 0     | 0     | 1.000    |
| 2013  | ヤクルト | 30    | 2     | 7     | 0     | 2     | 1.000    |
| 2014  | ヤクルト | 10    | 3     | 4     | 0     | 0     | 1.000    |
| 通算  | 通算     | 56    | 9     | 24    | 0     | 3     | 1.000    |

### 記録
投手記録
- 初登板・初先発・初勝利：2011年6月28日、対読売ジャイアンツ6回戦（郡山総合運動場開成山野球場）、7回3安打1失点[1]
- 初奪三振：同上、1回裏に坂本勇人から見逃し三振[1]
- 初セーブ：2013年7月7日、対中日ドラゴンズ12回戦（ナゴヤドーム）、10回裏二死に6番手で救援登板・完了、1/3回を無失点[4]
- 初完投・初完投勝利：2014年9月5日、対読売ジャイアンツ17回戦（明治神宮野球場）、9回1失点

打撃記録
- 初安打：2011年7月27日、対広島東洋カープ10回戦（明治神宮野球場）、2回裏に前田健太から左前安打[14]
- 初打点：2011年8月3日、対中日ドラゴンズ11回戦（ナゴヤドーム）、2回表にチェン・ウェインから中前適時打[15]

### 背番号
- 42（2011年 - 2015年）
- 107（2016年 - ）